# Șieuț
Șieuț – wieś w Rumunii, w okręgu Bistrița-Năsăud, w gminie Șieuț. W 2011 roku liczyła 755 mieszkańców.